# Paul Alappatt
Mons. Paul Alappatt (* 21. dubna 1962, Edathiruthy) je indický syrsko-malabarský katolický duchovní a biskup Ramanathapuramu.

## Život
Narodil se 21. dubna 1962 ve vesnici Edathiruthy ve státu Kérala.
Po získání základního vzdělání v GLPS Alappad, SNMUPS Chazhoor a GHS Peringottukara vstoupil 19. června 1977 do St. Marys Minor Seminary v Thope v okrese Triššúr. Po studiu menšího semináře nastoupil na St. Thomas Apostolic Seminary v Kottayamu. Studoval také na Osmania University v Hajdarábádu. Dne 27. prosince 1987 byl arcibiskupem triššúrským Josephem Kundukulamem vysvěcen na kněze. Poté působil ve farnostech Mattam, Pudussery, Parannur, Puthur a Mundur. Následně byl poslán do Říma, kde na Papežském východním institutu studoval východní kanonické právo, kde 12. března 1997 získal doktorát. Má také diplom právních věd z Papežské univerzity Gregoriana.
V letech 1997-2010 vykonával funkci vicekancléře Archieparchiální kurie a soudu. Roku 1999 se stal adjunktem soudního vikáře Metropolitního tribunálu Triššúru. Působil také jako kancléř a později jako ředitel veřejných vztahů archieparchie. V letech 1998-2007 byl členem Archieparchiální finanční rady.
Roku 2007 se stal rektorem menšího semináře a v letech 2001-2010 byl soudním vikářem Metropolitního tribunálu. Dále sloužil jako soudce Vyššího Vyššího archiepiskopálního řádného tribunálu Kakkanad. Byl místopředsedou Administrativního tribunálu archieparchie a předseda komise pro interpretaci archieparchiálních legislativních textů. Mezitím zastával další funkce.
Dne 18. ledna 2010 jej papež František ustanovil biskupem nově vzniklé eparchie Ramanathapuram. Biskupské svěcení přijal 11. dubna 2010 z rukou arcibiskupa Andrewse Thazhatha a spolusvětiteli byli arcibiskup Jacob Thoomkuzhy a biskup Jacob Manathodath.